# Ftálimid-kálium
A ftálimid-kálium szerves vegyület, a ftálimid káliumsója, képlete C8H4KNO2.

## Tulajdonságai
Többnyire pelyhes, fehér kristályokat alkot. Vízben oldható, de nedvességre érzékeny, bomlik. Bázikus tulajdonságú anyag. Olvadáspontja 300 °C feletti, ahol bomlásnak indul.

## Előállítása
Kálium-hidroxid oldatához forró ftálimid-oldatot adnak, a kívánt termék az oldatból kiválik.

## Felhasználása
A ftálimid-kálium -NH2-szinton, ami lehetővé teszi alkil-halidokkal (Gabriel-szintézis) vagy alkoholokkal (Mitsunobu-reakció) reagáltatva  primer aminok előállítását. Az alkilezéssel a nukleofilitását elveszti, nem reagál tovább. A termék bázissal (pl. NaOH) vagy hidrazinnal hasítható, az utóbbival stabil, könnyen kezelhető ciklikus melléktermék jön létre:

### Tipikus reakciókörülmények
- Gabriel-szintézis: 2 ekvivalens XR és KOH; [bmim]BF4; 40 vagy 80 °C; 2-5 óra.[3]
- Mitsunobu-reakció: ROH és 1.3 ekvivalens ftálimid-kálium, DIAD, PPh3; THF, szobahőmérséklet; 4 óra.[4]